# Bani Zeid al-Sharqiya
Bani Zeid al-Sharqiya (àrab: بني زيد الشرقية, Banī Zayd ax-Xarqiyya) és un municipi palestí en la governació de Ramal·lah i al-Bireh al centre de Cisjordània, situat al nord de Ramal·lah. Fou creada de la unió de les viles d' 'Arura, Mazari al-Nubani, i Abwein, encara que aquesta última es va separar del municiì. Bani Zeid al-Sharqiya és a 3 km al nord d'Ajjul i limítrof de les localitats de Deir as-Sudan al sud-est, Kafr Ein a l'est, i Abwein al sud-oest. Segons l'Oficina Central d'Estadístiques de Palestina (PCBS), tenia 6.505 habitants en 2016.

## Història
Tant Arura com Mazari al-Nubani eren part del subdistricte de Bani Zeid al Sanjak de Jerusalem. Les dues viles produïen plegades 99 leks d'oli d'oliva, el principal producte agrícola de Bani Zeid,

### 'Arura
'Arura (àrab: عاروره, ʿArūrā) (32° 02′ 30″ N, 35° 10′ 18″ E / 32.04167°N,35.17167°E) (Palestine grid 166/160) està situada 500 metres (1,600 ft) sobre el nivell del mar.

#### Història
A prop i dins del poble hi ha tres santuaris dedicats al xeic Radwan, el xeic Ahmad i al-Khidr. El santuari d'al-Khidr, al centre del poble, no té relació amb al-Khidr, i simplement està dedicat a un home sant amb el mateix nom. Al-Khidr o Sant Jordi és venerat a tota Palestina en diversos pobles i ciutats. El santuari de xeic Ahmad es troba a l'oest d' 'Arura.
El santuari del xeic Radwan bin 'Ulayl al-Arsufi, construït durant el govern aiúbida a palestina, està situat al sud-oest del poble situat sobre un turó aproximadament 600 metres sobre el nivell del mar. No se sap molt sobre Radwan, excepte que la seva família era d'Arsuf i era un home important a la zona que va morir a Egipte i va ser traslladat a 'Arura per al seu enterrament. Els estudiosos musulmans van suggerir que el xeïc Radwan era de la família Ulayl. Una inscripció àrab escrita en un estil típic aiúbida, a la superfície del santuari, diu que va ser transferit a la "Síria beneïda" (en els primers temps islàmics, Palestina era una província de Síria). S'ha construït una mesquita adjacent al santuari.
En 1596 'Arura apareix als registres fiscals otomans com a part de la nàhiya d'al-Quds del liwà homònim. Tenia una població de 62 llars, totes musulmanes i pagava impostos sobre blat, ordi, oliveres, vinyes i fruiters, cabres i/o ruscs.
En 1838 'Arurah va ser registrada com un poble musulmà, part de l'àrea de Beni Zeid, situada al nord de Jerusalem. L'explorador francès Victor Guérin va visitar el poble a finals del segle xix i va trobar que tenia uns 350-400 habitants. També va observar fragments de columnes i altres indicis d'una ciutat antiga. També hi havia trillatges que semblaven antics.
Socin va trobar a partir d'una llista oficial de pobles otomans del 1870 que Arura tenia un total de 91 cases i una població de 300, tot i que el recompte de població només incloïa els homes. En 1882 el Survey of Western Palestine del Fons per a l'Exploració de Palestina descrivia la vila, anomenada Arara com un lloc petit i elevat, i destacable per tenir cinc llocs sagrats al costat oest del poble. En 1896 es va estimar que les diferents parts d'Arura tenien uns 237, 99 i 294 habitants; en tota una població de 630 persones.
En el cens de Palestina de 1922, organitzat per les autoritats del Mandat Britànic 'Arura tenia 426 musulmans. En el cens de 1931 'Arura tenia 131 cases ocupades i una població de 566 musulmans.
Hi havia 660 residents en el cens de 1945, segons l'enquesta de terra i població de Sami Hadawi. Tots eren musulmans. L'àrea total de terra era de 10,978 dúnams, dels quals 26 eren sòl edificat i 2.550 usats per a oliveres.
Hi va haver una forta disminució de la població des de 1961 fins a 1982, causada per gairebé la meitat dels habitants d'Arura marxaren de la vila després de la Guerra dels Sis Dies de 1967. En 1997 'Arura tenia 2.087 habitants, dels quals 30 residents (1.4%) eren refugiats palestins. El repartiment per gèneres era de 1.069 homes i 1.018 dones. Segons l'Oficina Central d'Estadístiques de Palestina, tenia una població aproximada de 2.967 habitants a mitjans de 2006.

### Mazari al-Nubani
Mazari al-Nubani (àrab: مزارع النوباني, Mazāriʿ an-Nūbānī) (32° 02′ 58″ N, 35° 09′ 57″ E / 32.04944°N,35.16583°E) (Palestine grid 165/161) està situada a la mateixa altura que 'Arura.

#### Història
Mazari al-Nubani, segons els primers estudiosos (Röhricht, Prawer and Benvenisti) era identificada amb la vila croada anomenada Mezera, però els estudiosos actuals (Finkelstein et al) ho qüestionen. En 1596 la vila, sota el nom de Mazra'at al-'Abbas, apareix als registres fiscals otomans com a part de la nàhiya d'al-Quds del liwà homònim. tenia 60 llarss i 21 solters, tots musulmans. Es pagaven impostos sobre el blat, ordi, oliveres, vinyes i fruiters, cabres i/o ruscs.
En 1838 el-Mezari'a fou registrada com una vila musulmana, part de l'àrea de Beni Zeid, situada la nord de Jerusalem. Quan Guérin visità la vila en 1870 va estimar la seva població en uns 600 habitants. Una llista de viles otomanes del mateix anys mostra Mazari amb una població de 560, en 163 cases, tot i que el recompte de població només incloïa els homes. També es va notar que es trobava a l'est de Qarawat Bani Zeid. En 1882 el Survey of Western Palestine del Fons per a l'Exploració de Palestina descrivia la vila, anomenada Mezrah, com de grandària moderada, a la part alta. En 1896 la població de Mezra‘a fou estimada en unes 1.008 persones.
En el cens de Palestina de 1922, organitzat per les autoritats del Mandat Britànic, Mazarie' al-Nubani tenia 611 musulmans. En el cens de 1931 Mazari en-Nubani tenia 193 cases ocupades i una població de 864 musulmans.
Hi havia 1.090 residents en 1945, segons el cens de terra i població de Sami Hadawi. All were Muslims. Segons l'Oficina Central d'Estadístiques de Palestina (PCBS), la vila tenia una població aproximada de 2.510 habitants a mitjans de 2006.

## Govern local
El municipi fou format de la unió d' 'Arura, Mazari al-Nubani, i Abwein abans de les eleccions municipals palestines de 2005. Les eleccions foren guanyades per Fatima Taher Sihweil d'Abwein, qui va perdre l'alcaldia quan Abwein es va separar del municipi.